# Long Tỉnh
Bài này nói về một địa danh của Trung Quốc, về loại trà cùng tên xem bài trà Long Tỉnh
Long Tỉnh (tiếng Trung: 龙井市, Hán Việt: Long Tỉnh thị, Chosŏn'gŭl: 룡정; Hangul: 룽징) là một thành phố cấp huyện thuộc châu tự trị Diên Biên, tỉnh Cát Lâm, Trung Quốc. Thành phố này có diện tích 2591 km2, dân số 260.000 người, mã số bưu chính 133400. Thành phố Long Tỉnh được chia ra 2 nhai đạo, 6 trấn, 2 hương.

## Khí hậu
| Dữ liệu khí hậu của Long Tỉnh            | Dữ liệu khí hậu của Long Tỉnh | Dữ liệu khí hậu của Long Tỉnh | Dữ liệu khí hậu của Long Tỉnh | Dữ liệu khí hậu của Long Tỉnh | Dữ liệu khí hậu của Long Tỉnh | Dữ liệu khí hậu của Long Tỉnh | Dữ liệu khí hậu của Long Tỉnh | Dữ liệu khí hậu của Long Tỉnh | Dữ liệu khí hậu của Long Tỉnh | Dữ liệu khí hậu của Long Tỉnh | Dữ liệu khí hậu của Long Tỉnh | Dữ liệu khí hậu của Long Tỉnh | Dữ liệu khí hậu của Long Tỉnh |
| Tháng                                    | 1                             | 2                             | 3                             | 4                             | 5                             | 6                             | 7                             | 8                             | 9                             | 10                            | 11                            | 12                            | Năm                           |
| ---------------------------------------- | ----------------------------- | ----------------------------- | ----------------------------- | ----------------------------- | ----------------------------- | ----------------------------- | ----------------------------- | ----------------------------- | ----------------------------- | ----------------------------- | ----------------------------- | ----------------------------- | ----------------------------- |
| Cao kỉ lục °C (°F)                       | 6.8 (44.2)                    | 15.1 (59.2)                   | 20.7 (69.3)                   | 33.1 (91.6)                   | 33.8 (92.8)                   | 36.7 (98.1)                   | 37.1 (98.8)                   | 37.0 (98.6)                   | 32.7 (90.9)                   | 29.3 (84.7)                   | 19.4 (66.9)                   | 11.6 (52.9)                   | 37.1 (98.8)                   |
| Trung bình ngày tối đa °C (°F)           | −6.7 (19.9)                   | −1.7 (28.9)                   | 5.3 (41.5)                    | 15.1 (59.2)                   | 21.1 (70.0)                   | 24.7 (76.5)                   | 26.7 (80.1)                   | 26.9 (80.4)                   | 22.1 (71.8)                   | 14.6 (58.3)                   | 3.7 (38.7)                    | −4.4 (24.1)                   | 12.3 (54.1)                   |
| Trung bình ngày °C (°F)                  | −13.3 (8.1)                   | −8.6 (16.5)                   | −1.2 (29.8)                   | 7.7 (45.9)                    | 14.0 (57.2)                   | 18.4 (65.1)                   | 21.4 (70.5)                   | 21.5 (70.7)                   | 15.1 (59.2)                   | 7.3 (45.1)                    | −2.5 (27.5)                   | −10.6 (12.9)                  | 5.8 (42.4)                    |
| Tối thiểu trung bình ngày °C (°F)        | −18.8 (−1.8)                  | −14.6 (5.7)                   | −7.2 (19.0)                   | 0.9 (33.6)                    | 7.6 (45.7)                    | 13.3 (55.9)                   | 17.2 (63.0)                   | 17.1 (62.8)                   | 9.4 (48.9)                    | 1.0 (33.8)                    | −7.7 (18.1)                   | −15.8 (3.6)                   | 0.2 (32.4)                    |
| Thấp kỉ lục °C (°F)                      | −30.9 (−23.6)                 | −28.2 (−18.8)                 | −23.6 (−10.5)                 | −11.2 (11.8)                  | −1.8 (28.8)                   | 5.4 (41.7)                    | 8.9 (48.0)                    | 7.1 (44.8)                    | −1.2 (29.8)                   | −10.8 (12.6)                  | −24.5 (−12.1)                 | −29.1 (−20.4)                 | −30.9 (−23.6)                 |
| Lượng Giáng thủy trung bình mm (inches)  | 5.4 (0.21)                    | 6.7 (0.26)                    | 11.7 (0.46)                   | 33.0 (1.30)                   | 62.8 (2.47)                   | 83.0 (3.27)                   | 136.4 (5.37)                  | 114.9 (4.52)                  | 65.9 (2.59)                   | 24.0 (0.94)                   | 13.3 (0.52)                   | 7.2 (0.28)                    | 564.3 (22.19)                 |
| Số ngày giáng thủy trung bình (≥ 0.1 mm) | 3.1                           | 3.4                           | 5.7                           | 8.1                           | 13.8                          | 14.2                          | 14.0                          | 14.0                          | 9.5                           | 6.8                           | 5.7                           | 4.2                           | 102.5                         |
| Số ngày tuyết rơi trung bình             | 5.6                           | 6.1                           | 7.3                           | 3.0                           | 0.2                           | 0                             | 0                             | 0                             | 0                             | 1.6                           | 5.9                           | 6.8                           | 36.5                          |
| Độ ẩm tương đối trung bình (%)           | 60                            | 56                            | 53                            | 54                            | 61                            | 72                            | 80                            | 80                            | 76                            | 64                            | 61                            | 61                            | 65                            |
| Số giờ nắng trung bình tháng             | 170.1                         | 180.4                         | 210.8                         | 205.0                         | 211.7                         | 198.8                         | 182.6                         | 187.9                         | 207.5                         | 198.8                         | 153.0                         | 150.7                         | 2.257,3                       |
| Phần trăm nắng có thể                    | 58                            | 60                            | 57                            | 51                            | 47                            | 44                            | 40                            | 44                            | 56                            | 59                            | 53                            | 54                            | 52                            |
| Nguồn:                                   |                               |                               |                               |                               |                               |                               |                               |                               |                               |                               |                               |                               |                               |